# Juan Andrade
Pour les articles homonymes, voir Andrade.
 (août 2023).
Juan Andrade Rodriguez (Madrid, 3 février 1898 – Madrid, 1er mai 1981) était un homme politique communiste anti-stalinien et journaliste espagnol.

## Biographie
Juan Andrade démarre son engagement politique jeune en rentrant à l’âge de 14 ans dans l’organisation de jeunesse du Parti républicain radical. En 1916, il rejoint un groupe d’étudiant socialiste et commence alors à militer au sein des Jeunesses socialistes d'Espagne (JSE). Parallèlement il décroche un poste de fonctionnaire au ministère des finances (poste qu’il perdra avec la dictature de Primo de Rivera).
Entre 1919 et 1920, il assure la direction de Renovación, l’hebdomadaire de la JSE. Enthousiasmé par la révolution d’octobre, il collabore à Nuestra Palabra, un hebdomadaire pro-bolchevik.
Le 15 avril 1920, il participe à la fondation du Parti communiste espagnol (créé par la JSE) et est élu au Comité exécutif du parti. Il devient dans le même temps directeur du journal du parti, El comunista.
En septembre 1921, le Parti communiste espagnol et le Parti communiste ouvrier espagnol fusionnent pour donner naissance au Parti communiste d'Espagne. Juan Andrade est élu au comité central de la nouvelle organisation et devient rédacteur en chef de son hebdomadaire La Antorcha.
Il garde ces responsabilités jusqu’en 1927, date à laquelle il est exclu du parti communiste pour avoir défendu les idées de l’Opposition de gauche de Léon Trotski.
Après son expulsion du parti communiste, Juan Andrade intègre en 1930 l’Opposition Communiste en Espagne (OCE) qui se constitue en 1932 en tant que parti sous le nom de Gauche Communiste d’Espagne (ICE). Il s’occupe alors de la direction de Comunismo, le journal de l’organisation. Communismo sera interdit en 1934 après le soulèvement des Asturies.
En 1935, la Gauche communiste d’Espagne et le Bloc ouvrier et paysan fusionnent pour former le Parti ouvrier d'unification marxiste (POUM). Juan Andrade est élu membre du Comité central et devient l’un des rédacteurs de La Batalla, le journal du POUM.
Au déclenchement de la guerre civile de 1936, Juan Andrade déménage à Barcelone et intègre l’exécutif du POUM. Il est l’un des principaux contributeurs de La Batalla dans laquelle il met en avant la révolution sociale en cours et fonde l’Editorial Marxista qui se spécialise dans les problèmes de la collectivisation et de l’économie planifiée.
À la suite des journées de mai 1937 et de l’interdiction du POUM, qui en découle, Juan Andrade est arrêté avec d’autres responsables du POUM le 16 juin 1937. Condamné pour son « implication dans les événements de mai », il reste en prison jusqu’à la fin de l’année 1938. La défaite du gouvernement républicain l’amène à s’exiler en France en 1939.
Arrêté par les autorités françaises en 1940, il restera emprisonné jusqu’à sa libération en 1944 par un groupe de résistants mené par Wilebaldo Solano, ancien responsable des jeunesses du POUM.
Libéré, Juan Andrade s’installe à Toulouse. Il participe alors à la réorganisation du POUM en exil et contribue à la rédaction de La Batalla.
Dans les années 1950 et jusqu'à leur retour à Madrid, Juan Andrade et sa femme Maria-Theresa se sont installés à Paris, rue Puteaux (17e) où Juan a travaillé comme traducteur pour Sud Aviation et elle comme enseignante.
Il rentre en Espagne en 1978 et meurt le 1er mai 1981 à Madrid.